# Agrabeeja
Agrabeeja är ett släkte av svampar. Agrabeeja ingår i divisionen sporsäcksvampar och riket svampar.